# Mertseger
Pour l’article homonyme, voir Méretséger (épouse de Sésostris III).

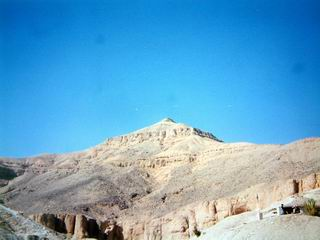
La Cime, dans la vallée des Rois.

Mereretséger (Celle qui aime le silence) est une déesse de la mythologie égyptienne protectrice des ouvriers de Deir el-Médineh, près de Thèbes.
Elle était représentée sous les traits d'un cobra royal femelle et définie comme « la fille de Maât, au cœur de la région sacrée ». Déesse du silence, elle ne révèle ses secrets qu'aux justes de voix (mȝˁ-ḫrw).
Elle est la protectrice des tombes, tapie dans la fraicheur et le silence qu'elle affectionne ; elle veille sur les morts. De tempérament doux, voire rassurant, Mertseger compte parmi les divinités que le peuple se plaît à adorer.
Elle porte également le nom de « la Cime », en référence à la montagne surplombant le village de Deir el-Médineh où elle résidait.

## Symboles et culte de la déesse Mereretséger
Son culte n'est attesté qu'à l'époque ramesside au Nouvel Empire et seulement sur la rive gauche thébaine.
Elle est souvent représentée sous la forme d'un serpent lové à tête de femme, ou plus rarement d'une femme à tête de serpent. On lui connaît aussi l'aspect d'un sphinx à tête de serpent, ou encore un serpent ailé que coiffent trois têtes : une de femme, une de serpent et une de vautour. Sa tête est le plus souvent coiffée du serre-tête. Elle peut aussi porter un modius qu'entourent des uraeii.
Deux plumes, un disque solaire, l'atef, la couronne rouge ou la couronne hathorique peuvent aussi la coiffer.
Ses symboles sont les serpents, en particulier les non-venimeux. Son élément est la terre, puisqu'elle est serpent. Ses couleurs sont le noir et le jaune.
Des fêtes essentiellement populaires lui sont dédiées, comme ce fut le cas à Deir el-Médineh.
Ses lieux de cultes les plus connus sont les nécropoles de la montagne thébaine, le village ouvrier de Deir el-Médineh, Deir el-Bahari et Esna.